# Contre-la-montre masculin des moins de 23 ans aux championnats du monde de cyclisme sur route 2022
Le contre-la-montre masculin des moins de 23 ans aux championnats du monde de cyclisme sur route 2022 a lieu le 19 septembre 2022 sur 28,8 kilomètres à Wollongong, en Australie.
La course est remportée par le Norvégien Søren Wærenskjold, avec 17 secondes d'avance sur le Belge Alec Segaert et 25 secondes d'avance sur le Britannique Leo Hayter.

## Classement
| \| Classement général \| Classement général \| Classement général \| Classement général \| Classement général \| \| Coureur \| Coureur \| Pays \| Équipe \| Temps \| \| ------------------ \| -------------------- \| ------------------ \| ------------------------ \| ------------------ \| \| 1er \| Søren Wærenskjold \| Norvège \| Norvège espoirs \| 34 min 13 s \| \| 2e \| Alec Segaert \| Belgique \| Belgique espoirs \| + 17 s \| \| 3e \| Leo Hayter \| Royaume-Uni \| Grande-Bretagne espoirs \| + 25 s \| \| 4e \| Logan Currie \| Nouvelle-Zélande \| Nouvelle-Zélande espoirs \| + 33 s \| \| 5e \| Michel Hessmann \| Allemagne \| Allemagne espoirs \| + 39 s \| \| 6e \| Carl-Frederik Bévort \| Danemark \| Danemark espoirs \| + 40 s \| \| 7e \| Eddy Le Huitouze \| France \| France espoirs \| + 51 s \| \| 8e \| Raúl García Pierna \| Espagne \| Espagne espoirs \| + 1 min 03 s \| \| 9e \| Mathias Vacek \| Tchéquie \| Tchéquie espoirs \| + 1 min 04 s \| \| 10e \| Lorenzo Milesi \| Italie \| Italie espoirs \| + 1 min 05 s \| |                      |                  |                          |              |
| |                      |                  |                          |              |
| Source : ProCyclingStats |                      |                  |                          |              |
| Classement général |                      |                  |                          |              |
| Coureur | Coureur              | Pays             | Équipe                   | Temps        |
| 1er | Søren Wærenskjold    | Norvège          | Norvège espoirs          | 34 min 13 s  |
| 2e | Alec Segaert         | Belgique         | Belgique espoirs         | + 17 s       |
| 3e | Leo Hayter           | Royaume-Uni      | Grande-Bretagne espoirs  | + 25 s       |
| 4e | Logan Currie         | Nouvelle-Zélande | Nouvelle-Zélande espoirs | + 33 s       |
| 5e | Michel Hessmann      | Allemagne        | Allemagne espoirs        | + 39 s       |
| 6e | Carl-Frederik Bévort | Danemark         | Danemark espoirs         | + 40 s       |
| 7e | Eddy Le Huitouze     | France           | France espoirs           | + 51 s       |
| 8e | Raúl García Pierna   | Espagne          | Espagne espoirs          | + 1 min 03 s |
| 9e | Mathias Vacek        | Tchéquie         | Tchéquie espoirs         | + 1 min 04 s |
| 10e | Lorenzo Milesi       | Italie           | Italie espoirs           | + 1 min 05 s |